# Championnat de Curaçao de football 2017-2018
Navigation
Saison précédente Saison suivante
La saison 2017-2018 du Championnat de Curaçao de football est la huitième édition de la Sekshon Pagá, le championnat de première division à Curaçao. Les dix meilleures équipes de l'île sont regroupées au sein d’une poule unique où elles s’affrontent au cours de plusieurs phases, avec des qualifications successives, jusqu'à la finale nationale. En fin de saison, le dernier du classement est relégué et remplacé par le champion de deuxième division.
C'est le CRKSV Jong Holland qui est sacré cette saison après avoir battu le VESTA Willemstad en finale. Il s’agit du quatorzième titre de champion de Curaçao de l’histoire du club.

## Les clubs participants
- UD Banda Abou
- CSD Barber
- RKSV Centro Dominguito – Tenant du titre
- SV Hubentut Fortuna
- CRKSV Jong Colombia – Promu de Sekshon Amatùr
- CRKSV Jong Holland
- RKSV Scherpenheuvel
- SV Victory Boys
- Inter Willemstad
- VESTA Willemstad

## Compétition
Le barème utilisé pour établir le classement est le suivant :
- Victoire : 3 points
- Match nul : 1 point
- Défaite : 0 point

### Saison régulière
| Rang | Équipe                  | Pts | J  | G  | N | P  | Bp | Bc | Diff |
| ---- | ----------------------- | --- | -- | -- | - | -- | -- | -- | ---- |
| 1    | CRKSV Jong Holland      | 38  | 18 | 11 | 5 | 2  | 36 | 11 | +25  |
| 2    | VESTA Willemstad        | 30  | 18 | 8  | 6 | 4  | 31 | 24 | +7   |
| 3    | RKSV Centro DominguitoT | 28  | 18 | 7  | 7 | 4  | 19 | 20 | -1   |
| 4    | UD Banda Abou           | 27  | 18 | 7  | 6 | 5  | 29 | 23 | +6   |
| 5    | RKSV Scherpenheuvel     | 27  | 18 | 7  | 6 | 5  | 18 | 14 | +4   |
| 6    | Inter Willemstad        | 26  | 18 | 7  | 5 | 6  | 22 | 20 | +2   |
| 7    | SV Victory Boys         | 26  | 18 | 7  | 5 | 6  | 21 | 24 | -3   |
| 8    | CSD Barber              | 18  | 18 | 5  | 3 | 10 | 22 | 24 | -2   |
| 9    | CRKSV Jong ColombiaP    | 16  | 18 | 4  | 4 | 10 | 16 | 27 | -11  |
| 10   | SV Hubentut Fortuna     | 10  | 18 | 3  | 1 | 14 | 16 | 43 | -27  |

|  | Qualification pour le Kaya 6                    |
|  | Relégation en Sekshon Amatùr                    |
|  | T : Tenant du titre P : Promu de Sekshon Amatùr |

### Kaya 6
| Rang | Équipe                  | Pts | J | G | N | P | Bp | Bc | Diff |  | Résultats (▼ dom., ► ext.) | Hol | Wil | Sch | Und | Dom | Int |
| ---- | ----------------------- | --- | - | - | - | - | -- | -- | ---- |  | -------------------------- | --- | --- | --- | --- | --- | --- |
| 1    | CRKSV Jong Holland      | 10  | 5 | 3 | 1 | 1 | 8  | 5  | +3   |  | CRKSV Jong Holland         |     | 0-2 |     | 2-1 |     | 3-0 |
| 2    | VESTA Willemstad        | 10  | 5 | 3 | 1 | 1 | 7  | 5  | +2   |  | VESTA Willemstad           |     |     | 1-1 |     | 1-0 | 2-1 |
| 3    | RKSV Scherpenheuvel     | 8   | 5 | 2 | 2 | 1 | 4  | 2  | +2   |  | RKSV Scherpenheuvel        | 0-0 |     |     |     | 0-1 | 2-0 |
| 4    | UD Banda Abou           | 6   | 5 | 2 | 0 | 3 | 9  | 6  | +3   |  | UD Banda Abou              |     | 3-1 | 0-1 |     |     |     |
| 5    | RKSV Centro DominguitoT | 6   | 5 | 2 | 0 | 3 | 6  | 7  | -1   |  | RKSV Centro DominguitoT    | 2-3 |     |     | 2-1 |     |     |
| 6    | Inter WillemstadP       | 3   | 5 | 1 | 0 | 4 | 3  | 12 | -9   |  | Inter WillemstadP          |     |     |     | 0-4 | 2-1 |     |

|  | Qualification pour le Kaya 4                    |
|  | T : Tenant du titre P : Promu de Sekshon Amatùr |

### Kaya 4
| Rang | Équipe              | Pts | J | G | N | P | Bp | Bc | Diff |  | Résultats (▼ dom., ► ext.) | Hol | Wil | Sch | Und |
| ---- | ------------------- | --- | - | - | - | - | -- | -- | ---- |  | -------------------------- | --- | --- | --- | --- |
| 1    | CRKSV Jong Holland  | 7   | 3 | 2 | 1 | 0 | 5  | 3  | +2   |  | CRKSV Jong Holland         |     | 2-1 |     | 1-0 |
| 2    | VESTA Willemstad    | 6   | 3 | 2 | 0 | 1 | 4  | 3  | +1   |  | VESTA Willemstad           |     |     | 1-0 |     |
| 3    | RKSV Scherpenheuvel | 4   | 3 | 1 | 1 | 1 | 7  | 4  | +3   |  | RKSV Scherpenheuvel        | 2-2 |     |     | 5-1 |
| 4    | UD Banda Abou       | 0   | 3 | 0 | 0 | 3 | 2  | 8  | -6   |  | UD Banda Abou              |     | 1-2 |     |     |

|  | Qualification pour la finale nationale |

### Finale nationale
| 8 juillet 2018 | CRKSV Jong Holland | 1 - 0   | VESTA Willemstad | Ergilio Hato Stadion, Willemstad |                            |
| 17:30          | Acosta 8e (pen.)   | (1 - 0) |                  | Arbitrage : Juniel Adelina       | Arbitrage : Juniel Adelina |
| 17:30          | Rapport            |         |                  | Arbitrage : Juniel Adelina       | Arbitrage : Juniel Adelina |

## Bilan de la saison
| Championnat de Curaçao de football 2017-2018        |                                |
| Champion                                            | CRKSV Jong Holland (14e titre) |
| Qualifications continentales                        |                                |
| Championnat des clubs caribéens de la CONCACAF 2019 | CRKSV Jong Holland             |
| Promotions et relégations                           |                                |
| Promus en Sekshon Pagá                              | SU Brion-Trappers              |
| Relégués en Sekshon Amatùr                          | SV Hubentut Fortuna            |